# Edmund Kozal
Edmund Kozal (ur. 26 sierpnia 1929 w Bugaju zm. 2 maja 2020) – polski specjalista w zakresie hodowli zwierząt. prof. dr hab.

## Życiorys
Obronił pracę doktorską, następnie uzyskał stopień doktora habilitowanego. W 1988 nadano mu tytuł profesora w zakresie nauk rolniczych. Pracował w Katedrze Hodowli Owiec i Kóz na Wydziale Hodowli i Biologii Zwierząt Akademii Rolniczej im. Augusta Cieszkowskiego w Poznaniu, oraz był członkiem Komitetu Nauk Zootechnicznych Polskiej Akademii Nauk.

## Odznaczenia
- Złoty Krzyż Zasługi.
- Krzyż Kawalerski Orderu Odrodzenia Polski.
- Medal Komisji Edukacji Narodowej.
- Medal 100-lecia Uniwersytetu Poznańskiego.
- Odznaka „Zasłużony Pracownik Rolnictwa”.

Zmarł 2 maja 2020.